# Cantón de Berlaimont
El cantón de Berlaimont era una división administrativa francesa, que estaba situada en el departamento de Norte y la región de Norte-Paso de Calais.

## Composición
El cantón estaba formado por doce comunas:
- Aulnoye-Aymeries
- Bachant
- Berlaimont
- Écuélin
- Hargnies
- Leval
- Monceau-Saint-Waast
- Noyelles-sur-Sambre
- Pont-sur-Sambre
- Saint-Remy-Chaussée
- Sassegnies
- Vieux-Mesnil

## Supresión del cantón de Berlaimont
En aplicación del Decreto nº 2014-167 de 17 de febrero de 2014, el cantón de Berlaimont fue suprimido el 22 de marzo de 2015 y sus 12 comunas pasaron a formar parte del nuevo cantón de Aulnoye-Aymeries.